# Дойч, Авраам
Авраам Дойч (ивр. אברהם דויטש‎; 1889, Австро-Венгрия — 25 мая 1953, Израиль) — венгерский раввин и общественный деятель. Депутат кнессета 2-го созыва от партии «Агудат Исраэль».

## Биография
Родился в Австро-Венгрии (на территории современной Венгрии). Учился в иешиве Прессбурга (ныне Братислава) и Галанты. Учился в Венском университете, получил степени доктора педагогики и философии. Работал раввином.
В 1920 году переехал в Будапешт, где возглавлял образовательные учреждения еврейской ортодоксальной общины. В 1943 был участником Бермудской конференции, где представлял еврейскую общину Венгрии.
Был заключен в лагерь Берген-Бельзен, но в 1944 году вывезен на «поезде Кастнера» в Швейцарию.
В 1950 году репатриировался в Израиль. Работал главным инспектором сети школ «Агудат Исраэль», возглавлял отдел образования движения. В 1951 году был избран депутатом кнессета 2-го созыва от партии «Агудат Исраэль», работал в комиссии по образованию и культуре, комиссии кнессета и законодательной комиссии.
Умер 29 мая 1953 года. Его мандат в кнессете перешел к Залману Бен-Яакову.